# Дамфріс (парафія, Нью-Брансвік)
Дамфріс (англ. Dumfries) — парафія в Канаді, у провінції Нью-Брансвік, у складі графства Йорк.

## Населення
За даними перепису 2016 року, парафія нараховувала 356 осіб, показавши скорочення на 4,6%, порівняно з 2011-м роком. Середня густина населення становила 1,2 осіб/км².
З офіційних мов обидвома одночасно володіли 40 жителів, тільки англійською — 320. Усього 5 осіб вважали рідною мовою не одну з офіційних.
Працездатне населення становило 46,8% усього населення, рівень безробіття — 20,7% (16,7% серед чоловіків та 27,3% серед жінок). 89,7% осіб були найманими працівниками, а 6,9% — самозайнятими.
Середній дохід на особу становив $34 993 (медіана $29 120), при цьому для чоловіків — $36 881, а для жінок $32 896 (медіани — $36 992 та $24 640 відповідно).
24,2% мешканців мали закінчену шкільну освіту, не мали закінченої шкільної освіти — 29%, 46,8% мали післяшкільну освіту, з яких 31% мали диплом бакалавра, або вищий.
| Статево-вікова структура населення | Статево-вікова структура населення | Статево-вікова структура населення | Статево-вікова структура населення | Статево-вікова структура населення |
| ---------------------------------- | ---------------------------------- | ---------------------------------- | ---------------------------------- | ---------------------------------- |
|                                    |                                    |                                    |                                    |                                    |
| Всього                             | Всього                             | 53,5%46,5%                         |                                    |                                    |
| 0 — 14 років                       | 0 — 14 років                       |                                    | 12,7%                              | 12,7%                              |
| 15 — 64 років                      | 15 — 64 років                      |                                    | 57,7%                              | 57,7%                              |
| 65 і більше                        | 65 і більше                        |                                    | 29,6%                              | 29,6%                              |
| 85 і більше                        | 85 і більше                        |                                    | 1,4%                               | 1,4%                               |
| Середній вік (років)               | Середній вік (років)               | 47,950,5                           | 49,1                               | 49,1                               |
| Медіана (років)                    | Медіана (років)                    | 53,555,8                           | 54,8                               | 54,8                               |
| — чоловіки — жінки                 |                                    |                                    |                                    |                                    |

| Походження мешканців:     | Походження мешканців:     | Походження мешканців: | Походження мешканців: | Походження мешканців: |
| ------------------------- | ------------------------- | --------------------- | --------------------- | --------------------- |
| Походження                |                           |                       | осіб                  | %                     |
| Корінні американці        | Корінні американці        |                       | 10                    | 2.86%                 |
| Інше північноамериканське | Інше північноамериканське |                       | 175                   | 50%                   |
| Європейське               | Європейське               |                       | 285                   | 81.43%                |
| британське                | британське                |                       | 225                   | 64.29%                |
| французьке                | французьке                |                       | 100                   | 28.57%                |

| Зайнятість населення за галузями (за класифікацією NOC): | Зайнятість населення за галузями (за класифікацією NOC): | Зайнятість населення за галузями (за класифікацією NOC): | Зайнятість населення за галузями (за класифікацією NOC): | Зайнятість населення за галузями (за класифікацією NOC): |
| -------------------------------------------------------- | -------------------------------------------------------- | -------------------------------------------------------- | -------------------------------------------------------- | -------------------------------------------------------- |
|                                                          |                                                          |                                                          |                                                          |                                                          |
| Управління                                               | Управління                                               |                                                          | 10,7%                                                    | 10,7%                                                    |
| Бізнес, фінанси та адміністрування                       | Бізнес, фінанси та адміністрування                       |                                                          | 21,4%                                                    | 21,4%                                                    |
| Охорона здоров'я                                         | Охорона здоров'я                                         |                                                          | 7,1%                                                     | 7,1%                                                     |
| Освіта, правозахист, муніципальні та урядові служби      | Освіта, правозахист, муніципальні та урядові служби      |                                                          | 17,9%                                                    | 17,9%                                                    |
| Роздрібна торгівля та послуги                            | Роздрібна торгівля та послуги                            |                                                          | 10,7%                                                    | 10,7%                                                    |
| Гуртова торгівля, транспорт та обладнання                | Гуртова торгівля, транспорт та обладнання                |                                                          | 21,4%                                                    | 21,4%                                                    |
| Природні ресурси, сільське господарство                  | Природні ресурси, сільське господарство                  |                                                          | 7,1%                                                     | 7,1%                                                     |

## Клімат
Середня річна температура становить 4,8°C, середня максимальна – 23,5°C, а середня мінімальна – -16,3°C. Середня річна кількість опадів – 1 096 мм.
| Клімат поселення                              | Клімат поселення | Клімат поселення | Клімат поселення | Клімат поселення | Клімат поселення | Клімат поселення | Клімат поселення | Клімат поселення | Клімат поселення | Клімат поселення | Клімат поселення | Клімат поселення | Клімат поселення |
| Показник                                      | Січ.             | Лют.             | Бер.             | Квіт.            | Трав.            | Черв.            | Лип.             | Серп.            | Вер.             | Жовт.            | Лист.            | Груд.            |                  |
| Середній максимум, °C                         | −5,12            | −3,7             | 2,08             | 8,91             | 15,82            | 21,10            | 23,46            | 22,70            | 17,65            | 11,51            | 5,32             | −2,38            |                  |
| Середня температура, °C                       | −10,73           | −9,31            | −3,51            | 3,32             | 10,22            | 15,52            | 19,15            | 18,40            | 13,33            | 7,19             | 0,99             | −6,68            |                  |
| Середній мінімум, °C                          | −16,33           | −14,91           | −9,11            | −2,28            | 4,62             | 9,91             | 14,83            | 14,09            | 9,01             | 2,88             | −3,32            | −11              |                  |
| Норма опадів, мм                              | 97               | 64               | 85               | 86               | 100              | 89               | 101              | 88               | 92               | 92               | 106              | 96               |                  |
| Середньомісячна швидкість вітру, м/с          | 3.56             | 3.65             | 3.86             | 3.71             | 3.42             | 3.01             | 2.70             | 2.54             | 2.84             | 3.17             | 3.41             | 3.52             |                  |
| Середньомісячна сонячна радіація, кДж/м²·день | 5257             | 8479             | 12174            | 15476            | 18348            | 20293            | 19889            | 17653            | 13148            | 8347             | 4954             | 4107             |                  |
| --------------------------------------------- | ---------------- | ---------------- | ---------------- | ---------------- | ---------------- | ---------------- | ---------------- | ---------------- | ---------------- | ---------------- | ---------------- | ---------------- | ---------------- |
| Джерело:                                      |                  |                  |                  |                  |                  |                  |                  |                  |                  |                  |                  |                  |                  |